# Kościół ewangelicki w Ruszowie
Kościół ewangelicki w Ruszowie – nieczynna świątynia protestancka pod imieniem św. Jerzego w Ruszowie w województwie dolnośląskim.
Obiekt został wzniesiony jako budowla gotycka na początku XVI wieku. Na przestrzeni wieków był rozbudowywany. Jest jednonawowy, pokryty dwuspadowym dachem. Do nawy przylega wieża na planie kwadratu. Obiekt został poważnie zniszczony w 1945 i opuszczony.
W budowli znajduje się 16 kamiennych nagrobków i epitafiów z XVIII i XIX w..
Kościół okala cmentarz.